# 種 (津山市)
種（たね）は岡山県津山市にある地名。郵便番号は708-0874。

## 地理
旧・福岡村の中程に位置し、東西に広がる。西は皿、北は一方・大谷、東は横山・荒神山、南は美咲町に接する。

### 河川
- 種川

## 歴史

### 沿革
- 1889年6月1日 - 町村制施行に伴い、久米南条郡種村が同郡小桁村、押渕村、金屋村、荒神山村、八出村、横山村と合併し、福岡村となる。種村は大字種となる。
- 1900年4月1日 - 久米南条郡が久米北条郡と合併し、久米郡となる。
- 1929年2月11日 - 福岡村が苫田郡津山町、津山東町、院庄村、西苫田村、二宮村と合併・市制により、津山市となる。

## 世帯数と人口
2021年（令和3年）1月1日現在の世帯数と人口は以下の通りである。
| 町丁 | 世帯数 | 人口 |
| ---- | ------ | ---- |
| 種   | 41世帯 | 85人 |

## 小・中学校の学区
市立小・中学校に通う場合、学区は以下の通りとなる。
| 番地 | 小学校               | 中学校               |
| ---- | -------------------- | -------------------- |
| 全域 | 津山市立佐良山小学校 | 津山市立津山西中学校 |

## 交通

### 道路
- 岡山県道449号押淵皿線

## 施設
- 多弥神社
- 宮本鋳造